# سارا ألدريدج
سارا ألدريدج (بالإنجليزية: Sarah Aldridge)‏ (27 يناير 1911 - 11 يناير 2006، ريهوبوث بيتش في الولايات المتحدة)؛ محامية وروائية أمريكية. درست في جامعة جورج واشنطن.